# Grimaldo González
Pour les articles homonymes, voir González.
Grimaldo González (Lima, 22 septembre 1922 – Gómez Palacio, 14 janvier 2007) est un joueur et entraîneur péruvien de football.

## Biographie
Grimaldo González se fait un nom au Mexique à la fin des années 1940 en jouant en attaque pour le CD Veracruz au sein duquel il remporte la Coupe du Mexique en 1948, avant de devenir champion du Mexique lors de la saison 1949-50. Il est sacré une deuxième fois, cette fois-ci au sein du CD Tampico, en 1953. Il remporte la même année le Campeón de Campeones toujours avec le CD Tampico.
Devenu entraîneur, il se spécialise dans le championnat de 2e division qu'il remporte à deux reprises : avec le CF Torreón, lors de la saison 1968-69, puis avec le  CF Ciudad Madero en 1972-73.

## Palmarès

### Palmarès de joueur
| CD Veracruz - Championnat du Mexique (1) : - Champion : 1950. - Coupe du Mexique (1) : - Vainqueur : 1948. |  | CD Tampico - Championnat du Mexique (1) : - Champion : 1953. - Supercoupe du Mexique (1) : - Vainqueur : 1953. |

### Palmarès d'entraîneur
| CF Torreón - Championnat du Mexique D2 (1) : - Champion : 1969. |  | CF Ciudad Madero - Championnat du Mexique D2 (1) : - Champion : 1973. |